# 幽靈公館 (電影)
《幽靈公館》（英語：Haunted Mansion）是一部2023年美國超自然恐怖喜劇片，由賈斯汀·西米昂執導，凱蒂·提波特撰寫劇本，改編自迪士尼主題樂園的同名遊樂設施。主演包括凱斯·史坦費爾德、蒂芬妮·哈戴許、歐文·威爾森、丹尼·德維托、羅莎瑞·道森、丹·列維、潔美·李·寇蒂斯和傑瑞德·雷托。故事講述天體物理學家班失去妻子的多年後，單親媽媽蓋比帶著兒子崔維斯入住座落鄉間的公館，卻發現當地是其實是頻繁鬧鬼的靈異之處，受牧師肯特委託的班也因為工作緣故探訪這座公館，這使得班、肯特、蓋比、崔維斯他們必須與其他人士合作渡過難關。
《幽靈公館》由華特迪士尼工作室電影於2023年7月28日美國上映，這也是繼艾迪·墨菲出演的2003年電影《鬼屋》後，第二部從同名遊樂設施取材的電影。電影獲得影評界混合偏向負面的評價，觀眾的反應則褒貶不一，評論家稱讚演員陣容，但批評故事內容平淡乏味、題材運用不盡人意。票房表現欠佳成為票房炸彈。

## 故事概要
班·馬提亞斯（Ben Matthias）是名開發探測暗物質的相機的天體物理學學家，因緣際會之下，他認識了擔任靈異導遊（在傳聞鬧鬼之處擔任導遊，講解相關鬧鬼歷史故事的導遊）的女子艾莉莎（Alyssa），班受到艾莉莎對超自然事物抱持的熱忱吸引，交流甚歡，雙方來往之間墜入愛河，結婚成為夫妻。然而艾莉莎在某日因為車禍喪生，這讓悲痛不已的班放下原本的研究生涯，轉任靈異導遊探訪靈異景點。
另一方面，班失去愛妻的多年後，因為丈夫剛過世而成為單親母親的女醫生蓋比（Gabbie），偕同兒子崔維斯（Travis）從紐約搬到位於鄉間、租金便宜的格雷西莊園（Gracey Manor），將莊園改造成提供早餐的旅館。母子倆剛入住莊園，便發現當地其實是許多鬼魂盤據之處，這讓飽受驚嚇的母子倆決定向外界求助。身兼驅魔師兼牧師的肯特拜訪了班，聘請後者協助拍攝鬼魂的照片，班起先對此抱持懷疑態度，直至他返家期間被一名幽靈水手騷擾，這讓他決定回到格雷西莊園，他和肯特、蓋比、崔維斯會合，獲知莊園鬧鬼騷擾一行人的事件，一行人被迫待在這棟鬧鬼宅邸裡思考對策。
班與肯特決定號召人手化解眾人的危機，於是他們聘請靈媒師哈莉特前來支援他們，還從大學歷史教授兼鬼屋歷史學家布魯斯·戴維斯教授那裡竊取了莊園的設計圖，一行人找到了一個隱藏的降神會房間，哈莉特設法召喚了莊園的原主人格雷西的鬼魂與之溝通，格雷西留下訊息指示他們與傳奇靈媒萊奧塔夫人交談。然而當哈莉特準備這樣做時，被一個神秘的型體趕出了宅邸。布魯斯不久後抵達莊園，莊園再次鬧鬼，讓眾人感到不安。
一行人留在宅邸，繼續尋找萊奧塔的鬼魂。班剛走進閣樓，便和一位幽靈新娘發生衝突，發現了一個上鎖的箱子。檢查過箱裡的東西後，一行人發現了寄宿著萊奧塔的鬼魂的水晶球。萊奧塔向眾人說明這棟莊園的往事：數年前，失去愛妻艾莉諾的威廉·格雷西買下這棟莊園，他還聘請萊奧塔在接下來的一年期間，每天夜晚讓萊奧塔嘗試與艾莉諾的鬼魂進行接觸，直至後來一個邪惡的存在蠱惑格雷西自盡身亡、將萊奧塔的靈魂囚禁在水晶球裡，還釋放出數以百計的鬼魂們佔據這棟莊園。哈莉特原本準備藉著水晶球向萊奧塔詢問更多線索，結果弄巧成拙讓班靈魂出竅，班因而意外發現了格雷西，還有邪惡的帽箱鬼。
翌日，布魯斯與班聘請一位素描藝術家畫出帽箱鬼的樣貌，從而確認了帽箱鬼的真實身分是阿利斯泰爾·克倫普。生前的克倫普出身富裕之家，跟著父母生活，但在母親過世後飽受父親虐待，被逐出家門，他在父親過身後繼承家族的房產，更在成年後舉辦一場豪奢的派對，殺害所有出席的賓客，結果遭背叛他的僕人斬首身亡。克倫普為自己生前遭社會排斥的際遇懷恨在心，靈魂轉化為惡靈向世人展開報復，此後被束縛在莊園裡繼續執行蒐集靈魂的計畫。
克倫普繼續封鎖這棟莊園，但是班、肯特、崔維斯設法逃脫，三者探索過程中尋獲已經成為廢墟的克倫普莊園，並從跟隨他們的幽靈水手那裡得知，克倫普需要有人自願放棄自己的生命，成為莊園裡眾多鬼魂的一員，才能逃離莊園。崔維斯找到了克倫普的帽子，一行人認為可以用它作為將克倫普放逐到來世的儀式道具。為了阻止克倫普，返回莊園的三者正式展開行動，班和肯特救出了蓋比、哈莉特和布魯斯，但克倫普燒掉了帽子，併計劃利用崔維斯失去父親的悲痛之情讓他反戈。班尋獲了崔維斯，說服他放下對父親的執著，他們和蓋比在墓地裡與克倫普對峙。班在開導崔維斯、與克倫普交手的過程中，正式從失去艾莉莎的悲痛中釋懷，肯特向莊園的鬼魂們說明克倫普利用祂們的實情，設法說服幽靈們與一行人聯手對抗攻擊克倫普，布魯斯將帽子的一部分交給哈莉特，哈莉特與透過她的協助、暫時離開水晶球的萊奧塔聯手合作，使用萊奧塔傳授的咒語，成功將克倫普驅逐至來世。
事件落幕後，許多鬼魂決定繼續留在這棟莊園，萊奧塔也將這棟莊園當成自己的歸宿，現在祂們與成為莊園新主人的蓋比和崔維斯和睦相處，過著和樂的生活。哈莉特對自己的通靈能力重拾信心。肯特接受任命，成為一名真正的牧師。布魯斯和莊園認識的眾人維持著友誼。走出喪妻之痛的班重返教學崗位，收養了一隻以艾莉莎生前喜愛的零食「塔特·托特」命名的流浪貓。蓋比成為醫院的新進成員，崔維斯被選為學校班級的班長。故事尾聲，一行人在萬聖夜再次相會，偕同莊園裡的幽靈們共同舉辦萬聖夜派對，渡過歡樂的節日時光。

## 演員
- 凱斯·史坦費爾德飾演班·馬提亞斯（Ben Matthias）：超自然現象專家
- 蒂芬妮·哈戴許飾演哈莉特（Harriet）：通靈師
- 歐文·威爾森飾演肯特（Kent）：牧師
- 丹尼·德維托飾演布魯斯（Bruce）：大學歷史教授
- 羅莎瑞·道森飾演蓋比（Gabbie）：單親媽媽，醫生
- 蔡斯·W·狄龍（Chase W. Dillon）飾演崔維斯（Travis）：蓋比的兒子
- 潔美·李·寇蒂斯飾演萊奧塔夫人（Madame Leota）
- 傑瑞德·雷托聲演帽箱鬼（英语：Hatbox Ghost）
- 薇諾娜·瑞德飾演佩特（Pat）
- 哈桑·明哈傑（英语：Hasan Minhaj）飾演素描畫家
- 丹·列維飾演維克（Vic）

## 製作
2010年7月，華特迪士尼影業宣布正在開發一部改編自幽靈公館的重啟電影，並由吉勒摩·戴托羅編劇和製片。2011年6月，迪士尼世界幻想工程師傑森·蘇瑞爾獲聘為該片的創意顧問。2012年8月，戴托羅向迪士尼提交了劇本的最終草稿，電影等級有望成為PG-13級（特別輔導級）。2013年7月，戴托羅宣布他不會執導該片，只擔任聯合編劇以及製片人。2015年4月，雷恩·葛斯林正在為出演電影進行早期談判，而D·V·德文森特（D.V. DeVincentis）獲聘重寫劇本。2016年9月，布里格姆·泰勒獲聘擔任製片人。
2020年8月，迪士尼認為戴托羅的劇本會讓年輕觀眾感到害怕，聘請凱蒂·提波特撰寫新的劇本。林暐和喬納森·艾瑞克（Jonathan Eirich）獲聘擔任製片人。2021年4月，賈斯汀·西米昂為執導電影而與片商進行早期談判。2021年7月，西米昂確認執導。

### 選角
2021年7月，蒂芬妮·哈戴許和凱斯·史坦費爾德正在為出演電影進行談判。2021年9月，歐文·威爾森和羅莎瑞·道森參演。2021年10月，丹尼·德維托參演。2022年7月，據透露潔美·李·寇蒂斯和傑瑞德·雷托參演。迪士尼於2022年D23博覽會上宣布薇諾娜·瑞德、丹·列維和哈桑·明哈傑參演。

### 拍攝
該片於2021年10月至2022年2月在紐奧良以及亞特蘭大進行主體拍攝。

## 發行
《幽靈公館》由華特迪士尼工作室電影排定於2023年7月28日美國上映。此前上映日期曾定於2023年3月10日以及2023年8月11日。

## 迴響
《幽靈公館》在爛番茄網站上基於250篇影評，新鮮度37%，平均得分5.1／10，觀眾給予該片的好評度則是84%，平均分數4.2/5；該網站共識：「《幽靈公館》既不恐怖也不搞笑，不足以全心推薦，但才華橫溢的演出陣容使本片成為足夠令人愉快的勝地。」在Metacritic根據52名影評人的評分，電影獲得47分（滿分100分），代表「評價褒貶不一」，該網站依據32名用戶評分獲得4.1/10的平均分數，顯示「褒貶不一或中庸評價」。CinemaScore問卷調查顯示受訪觀眾在A+至 F的評分區間給本片「B+」的評級； 80%的PostTrak受訪觀眾給予本片正面評價，其中表明肯定推薦該片者佔60%。

### 票房
| 上一届： 《巨齒鯊2：海溝深淵》 | 2023年日本週末票房冠軍 第35週 | 下一届： 《剧场版城市猎人 天使之泪》 |

## 外部連結
- 官方网站
- 互联网电影数据库（IMDb）上《幽靈公館》的资料（英文）
- AllMovie上《幽靈公館》的资料（英文）
- Metacritic上《幽靈公館》的資料（英文）
- Box Office Mojo上《幽靈公館》的資料（英文）
- 爛番茄上《幽靈公館》的資料（英文）
- 開眼電影網上《幽靈公館》的資料（繁體中文）
- 豆瓣电影上《幽靈公館》的資料 （简体中文）